# Präfekturuniversität Saitama

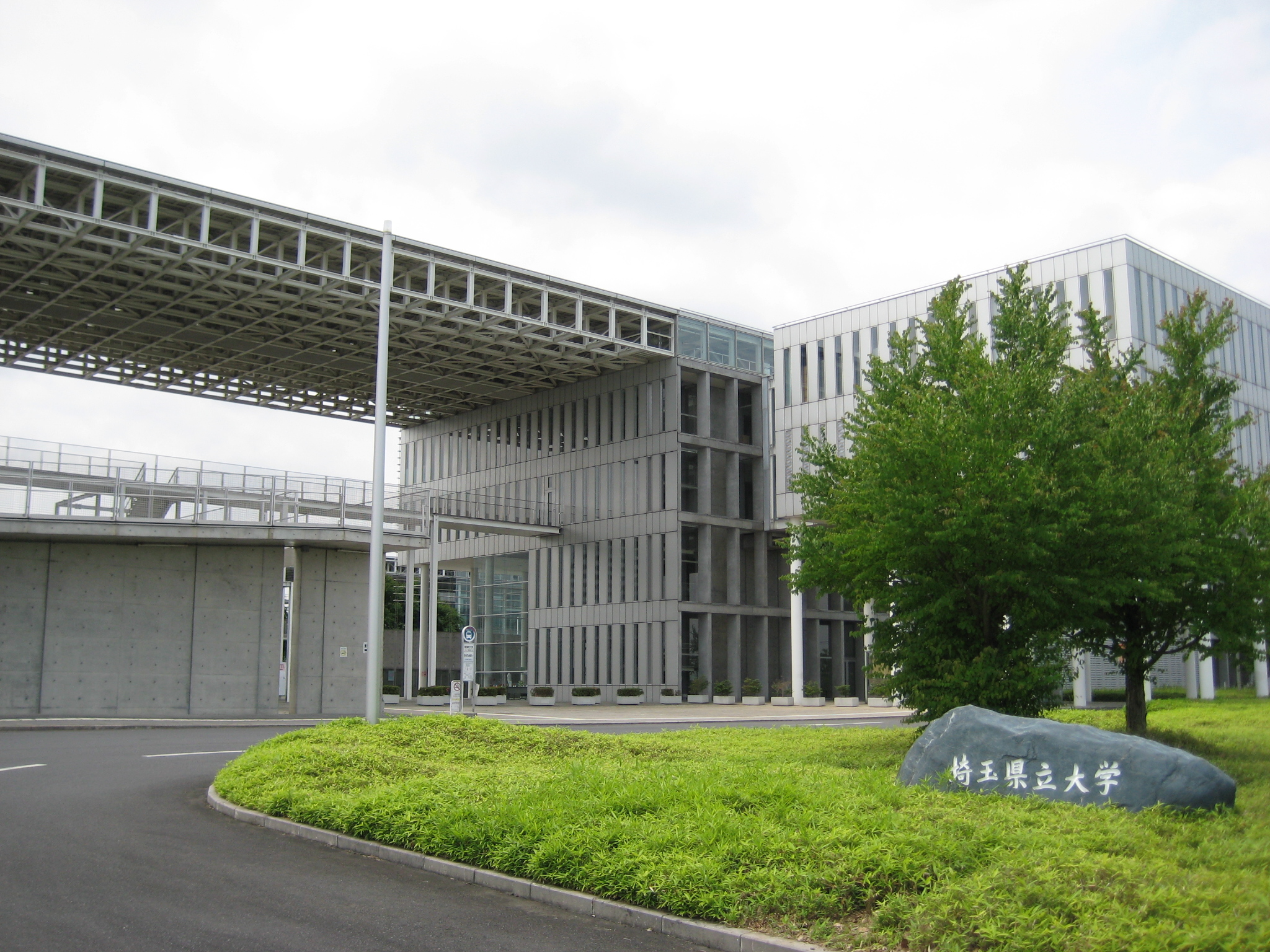
Haupteingang (2008)

Die Präfekturuniversität Saitama (japanisch 埼玉県立大学 Saitama-kenritsu daigaku; engl. Saitama Prefectural University, kurz: SPU) ist eine öffentliche Universität in Koshigaya in der Präfektur Saitama (Japan).
Die Universität wurde 1999 gegründet, und die bestehende Präfekturale Kurzuniversität für Gesundheitswissenschaften (埼玉県立衛生短期大学, Saitama-kenritsu eisei tanki daigaku, gegründet 1975) wurde zu ihrer angegliederten Kurzuniversität. 2006 wurden die Abteilungen der Kurzuniversität zur Universität zusammengelegt und 2008 wurde die Kurzuniversität geschlossen. 2009 richtete die Universität die Graduiertenschule (Masterstudiengänge) ein, 2015 dann die Doktorkurse.
Die Gebäude der Universität sind Werke von Riken Yamamoto und erhielten das japanische  „Good Design Gold Prize 1999“.

## Fakultäten
- Schule für Gesundheits- und Wohlfahrtswissenschaften (jap. 保健医療福祉学部)
  - Abteilung für Pflegewissenschaft
  - Abteilung für Physiotherapie
  - Abteilung für Ergotherapie
  - Abteilung für Wohlfahrt und Vorschulpädagogik
  - Abteilung für Gesundheitswissenschaften